# Vittorio Bertoldi
Vittorio Bertoldi (Trento, 2 aprile 1888 – Roma, 8 giugno 1953) è stato un linguista e glottologo italiano.

## Biografia
Studiò a Vienna, Parigi e Firenze. All'università viennese fu allievo di Wilhelm Meyer-Lübke, incontrò Carlo Battisti, allora giovane libero docente, e conobbe alcuni degli studiosi più rappresentativi dell'epoca come Leo Spitzer, col quale ebbe rapporti amichevoli. Si laureò nel 1912 con una tesi sulla fitonimia, un ramo dell'onomastica cui dedicò anche in seguito molte ricerche.
Il 17 febbraio 1922 fu iniziato in Massoneria nella Loggia Luce dalle tenebre di Trento..
Nel 1924 ottenne la libera docenza in lingue neolatine all'università di Roma e nel 1928 a quella di Bonn. Qui fu lettore di lingua e letteratura italiana dal 1925 al 1931. Tornato in Italia, vinse il concorso per la cattedra universitaria di Cagliari. In questa università fu docente dal 1931 al 1934, per poi passare alla cattedra di glottologia dell'università di Napoli, dove concluse la sua carriera accademica.
Frutto cospicuo dei suoi primi studi è Un ribelle nel regno dei fiori (1923). Si tratta di un saggio importante sul nome della pianta subalpina del colchico, dove riaffiorano i suaccennati studi di fitonimia, ma si delinea altresì il filo conduttore dell'intera ricerca linguistica di Bertoldi, che è basata sui «legami ideologici, e perciò culturali, fra l'oggetto e il suo nome, nella persuasione che ogni problema di lingua è anche e soprattutto un problema di storia della cultura.» 
Il lungo periodo del suo insegnamento nell'università di Napoli fu contrassegnato da contributi importanti. Nell'immediato dopoguerra diede alle stampe La parola quale testimone della storia (1945) e La parola quale mezzo d'espressione (1947). Secondo qualche critico, «Il capolavoro del Bertoldi è considerato il volume Colonizzazioni nell'antico Mediterraneo occidentale alla luce degli aspetti linguistici (1950), che comprende le esperienze di circa un trentennio di studi qui coordinati in un quadro unitario.» 
Un anno prima della sua morte, Bertoldi pubblicò il primo volume dell'opera L'arte dell'etimologia (1952). Questo importante studio linguistico - che faceva parte di un progetto editoriale rimasto incompiuto - ricostruisce la storia e le trasformazioni di numerose parole latine e greche, nonché l'interessante ricchezza dei nessi «parole-cose» e «parole-idee».

## Opere
- Un ribelle nel regno dei fiori, Ginevra, Olschki, 1923.
- Genealogia di nomi designanti il mirtillo, in «L'Italia dialettale», I, 1924, pp. 91–113.
- Antichi filoni nella toponomastica mediterranea incrociantisi nella Sardegna, in «Revue de linguistique romane», IV, 1928, pp. 222–250.
- Arcaismi e innovazioni al margine del dominio celtico, Torino, Chiantore, 1929.
- Gava e derivati nell'idronimia tirrenica, in «Studi etruschi», III, 1929, pp. 293–320.
- Nomi dialettali delle piante indigene del Trentino e della Ladinia dolomitica (in collaborazione con Giovanni Pedrotti), Trento, Monauni, 1930.
- Relitti etrusco-campani, in «Studi etruschi», VII, 1933, pp. 279–294.
- Contatti e conflitti di lingue nell'antico Mediterraneo, in «Zeitschrift fűr romanische Philologie», LVII, 1937, pp. 137–169.
- Questioni di metodo nella linguistica storica, Napoli, Stabilimento etnografico editoriale, 1939.
- La parola quale testimone della storia, Napoli, Raffaele Pironti, 1945.
- La parola quale mezzo d'espressione, Napoli, Raffaele Pironti, 1946.
- Il linguaggio umano nella sua essenza universale e nella storicità dei suoi aspetti, Napoli, Liguori, 1949.
- Colonizzazioni nell'antico Mediterraneo occidentale alla luce degli aspetti linguistici, Napoli, Liguori, 1950.
- L'arte della etimologia, Napoli, Liguori, 1952.